# Salix gracilistyla
Espèce
Synonymes
- Salix graciliglans Nakai[1]
- Salix gracilistyloides Kimura[2]
- Salix melanostachya Goerz[2]
- Salix nakaii Kimura[1],[2]
- Salix thunbergiana Blume ex Andersson[1],[2]

Salix gracilistyla, appelé rose-gold pussy willow en anglais, est une espèce de plantes à fleurs de la famille des Salicaceae. C'est un saule natif du Japon, de Corée et de Chine.

## Description

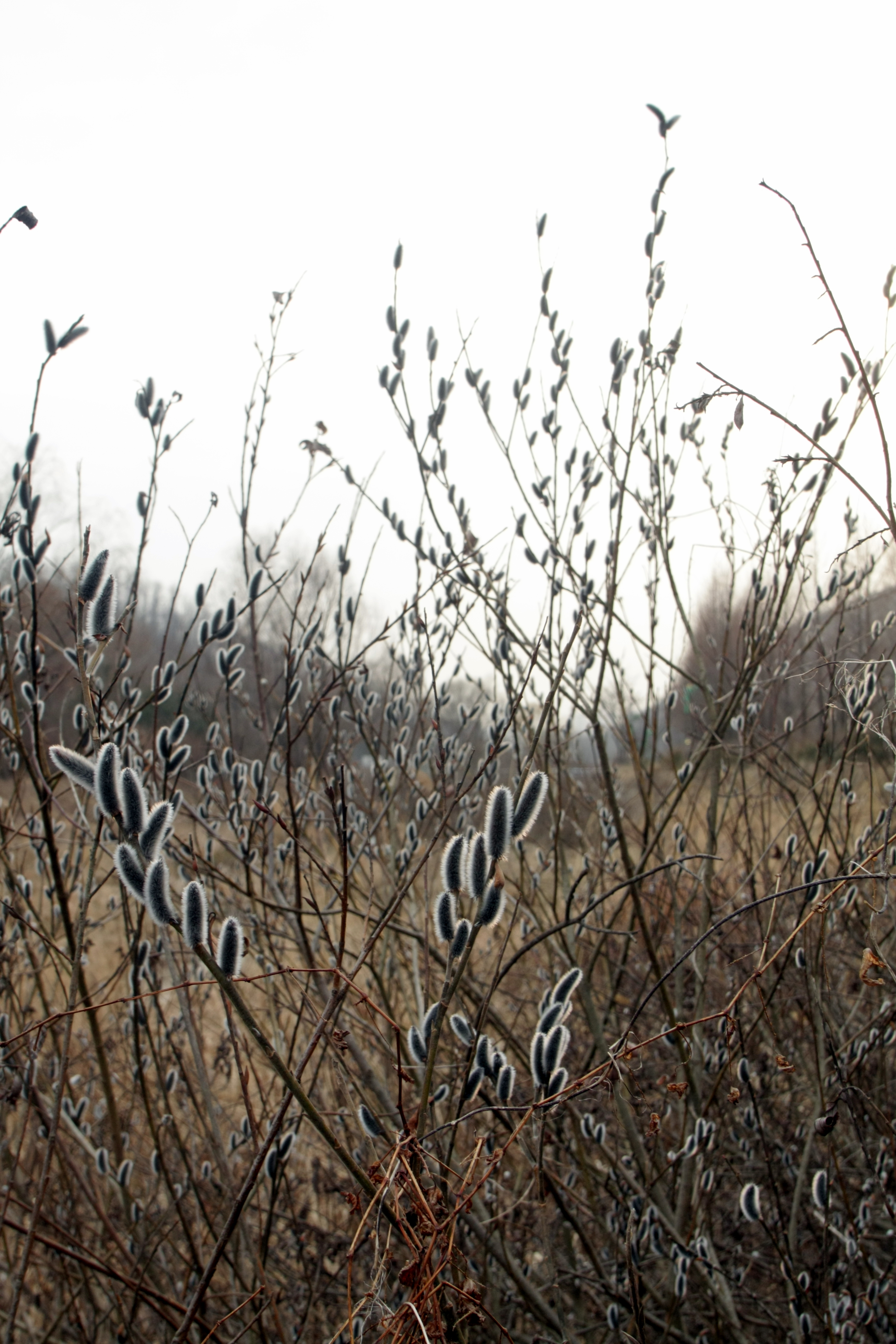
Apparition des chatons.

C'est un arbuste à feuilles caduques dont la taille varie de 1 à 6 m.
Son feuillage est grisâtre avec un port ramassé. Le bois est vert. C'est une espèce rustique.

## Variétés

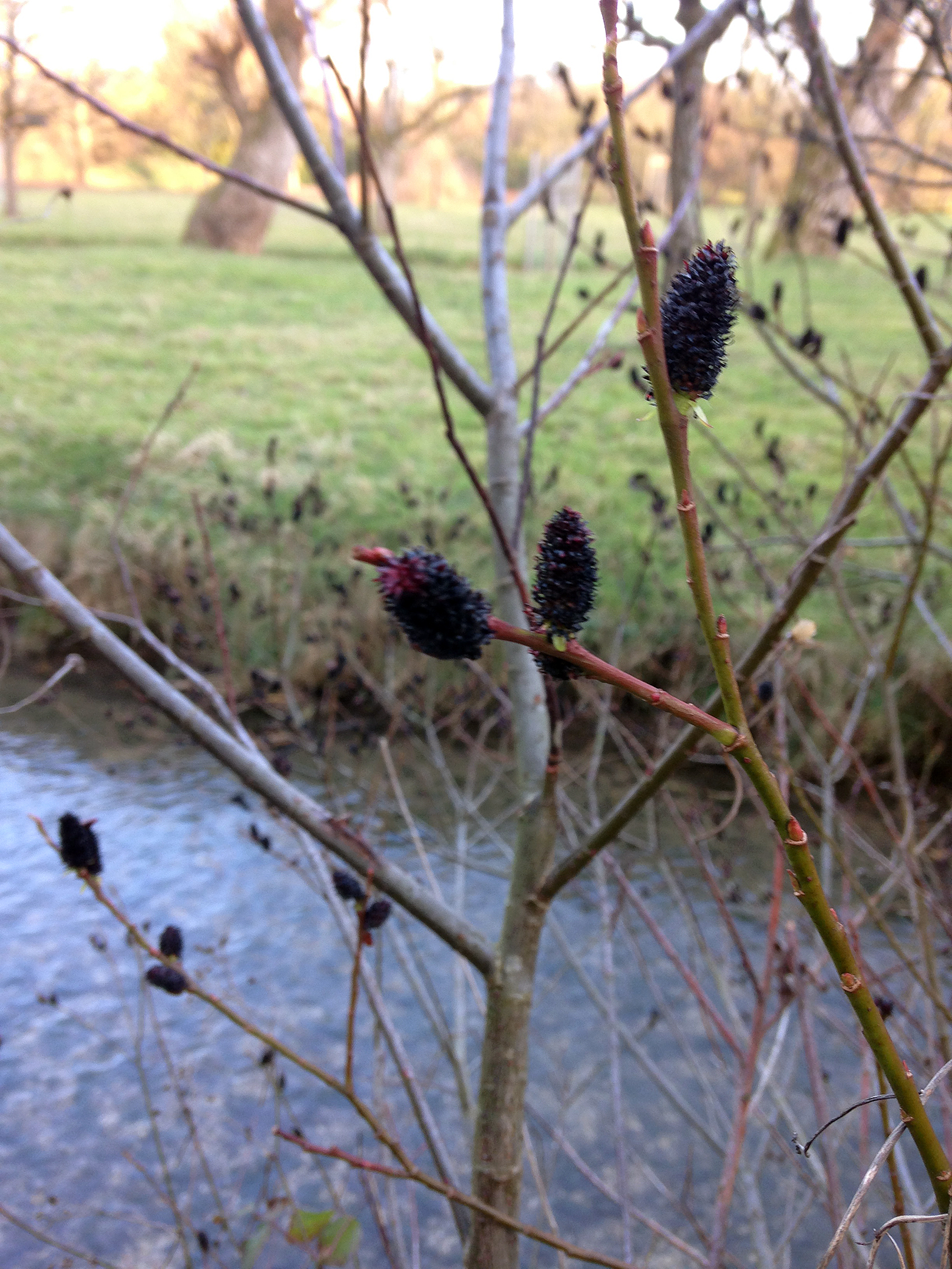
Variété aux chatons noirs.

- S. gracilistyla var. melanostachys,  saule griffes de loup ou Salix gracilistyla 'melanostachys kurome' en français, « black pussy willow » en anglais, est connu pour ses chatons mâles et femelles, particulièrement foncés, rouge noirâtre. Les anthères des étamines portées par les chatons mâles sont d'un rouge tournant lentement au jaune avec la venue du pollen.

## Liste des sous-espèces, variétés et forme
Selon BioLib (6 mars 2020) :
- forme Salix gracilistyla f. melanostachys (Makino) H.Ohashi

Selon Catalogue of Life (6 mars 2020) :
- sous-espèce Salix gracilistyla subsp. adscendens (Kimura) Hiroyoshi Ohashi
- sous-espèce Salix gracilistyla subsp. pendula (Kimura) Hiroyoshi Ohashi
- variété Salix gracilistyla var. graciliglans
- variété Salix gracilistyla var. melanostachys

Selon Tropicos (6 mars 2020) (Attention liste brute contenant possiblement des synonymes) :
- variété Salix gracilistyla var. acuminata Skvortsov
- variété Salix gracilistyla var. latifolia Skvortsov